# Takanawa-jinja

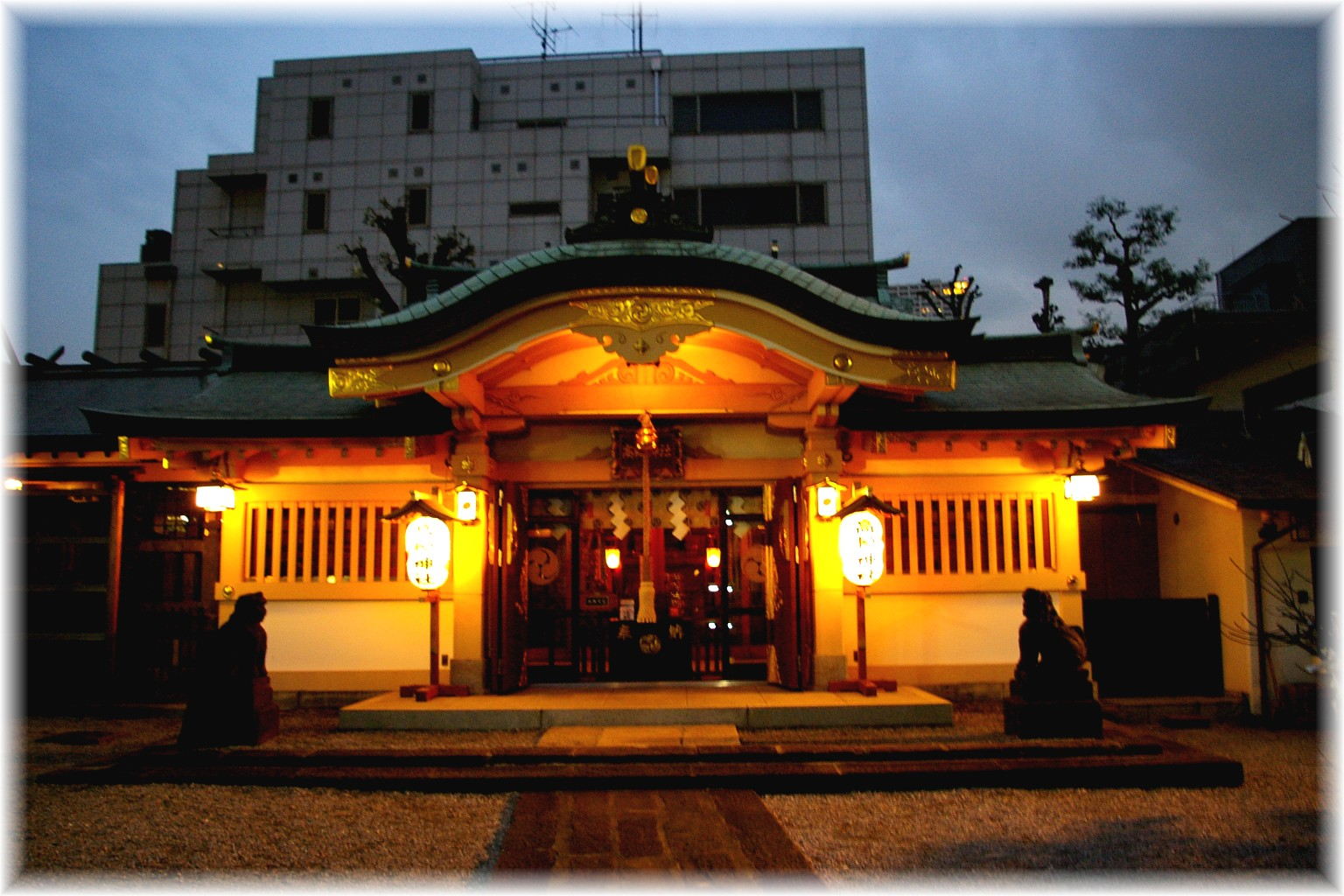
Le bâtiment du culte du sanctuaire Takanawa.

Le Takanawa-jinja (高輪神社) est un sanctuaire shinto situé dans l'arrondissement de Minato à Takanawa 2-chome 14-18. Il est établi au cours de l'ère Meiō (1492-1501). Le 24 janvier de l'ère Kōka (milieu du XIXe siècle), un incendie se déclare et tous les bâtiments sont détruits sauf la porte en pierre et l'ohtorii. La salle principale actuelle du sanctuaire est construite en 1980. Le festival annuel se tient le 10 septembre.

## Référence
- (en) Cet article est partiellement ou en totalité issu de l’article de Wikipédia en anglais intitulé « Takanawa Shrine » (voir la liste des auteurs).